# Crète et Cyrénaïque

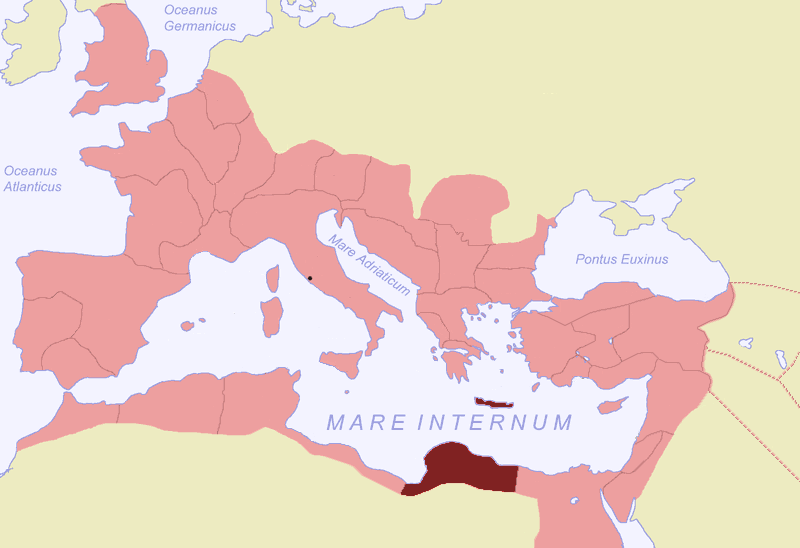
La Cyrénaïque et la Crète dans l'Empire romain, vers 120.

La Crète et Cyrénaïque (en latin : Creta et Cyrenaica) était une province romaine (de -67 à +297). Elle comprenait l'île de Crète et la Cyrénaïque qui s'étendait depuis l'autel des Philènes (Philaenorum arae) jusqu'au Catabathmus Magnus.

## Historique
En 96 av. J.-C., la Cyrénaïque est léguée au peuple romain par le roi lagide Ptolémée Apion. En 74 av. J.-C., elle est constituée en province. En 27 av. J.-C., la Crète lui est adjointe pour former la province de Crète et Cyrénaïque, dont la métropole est Gortyne. Celle-ci subsiste jusqu'à Dioclétien. Entre 293 et 305, les deux provinces sont dissociées. La Crète ressortit au diocèse de Messie puis, à partir de Constantin, à celui de Macédoine, dont le vicaire réside à Salonique. La Cyrénaïque ressortit au diocèse d'Orient, dont le vicaire réside à Antioche. Elle est divisée en deux provinces : la première, la Libye supérieure (Libya Superior) ou pentapole (Libya pentapolis) ; la seconde, la Libye inférieure (Libya inferior) ou sèche (Libya sicca).

### Liste (partielle) des gouverneurs de Crète-Cyrénaique
- Marcus Nonius Balbus, -29/28
- Publius Sulpicius Quirinus (-21/-20)
- Caius Claudius Titianus Demostratos (161/?)

#### Antiquité romaine
- Dynastie lagide (305-30), responsable de la Crète
- Afrique romaine (de -146 à 711), Province d'Afrique proconsulaire (de -146 à 429/535, 593-698, capitale Utique puis Carthage
- Ptolémée Apion (150/145-96), souverain lagide qui lègue son royaume de Cyérénaïque à sa mort à Rome
- Libye antique, Libye à l'époque romaine

- "Crète et Cyrénaïque" (province romaine de -67/20 à +297, capitale Gortyne, Crète), liste des gouverneurs romains de "Crète et Cyrénaïque" (de), puis
  - Cyrénaïque, ou Libya superior, ou Pentapole de Libye, ou (Pentapole de Cyrénaïque (it)) (Cyrène, Bérénice, Arsinoé, Apollonia, Ptolémaïs)
  - Marmarica (Marmarique romaine) (Libya sicca, Libya inferior) :  voir  Marmarique (Barqa, Boreum, Cyrène, Dystis, Erythrum, Olbia, Paraetonium (Marsa Matruh, 'Antipyrgion (Tobrouk)...)

- Province romaine, Gouverneur romain
- Liste des noms latins des villes d'Afrique, colonies romaines en Afrique du Nord (en)
- Voies romaines en Afrique du Nord
- Liste des ports antiques en Afrique du Nord
- Piraterie en Méditerranée antique, Lex Gabinia (-67), guerre des pirates de Pompée (-67)
- Christianisme en Afrique romaine, christianisme au Maghreb d'époque romaine, "Tripolitaine" (à partir de Carthage), "Cyrénaïque" (à partir d'Alexandrie), Coptes de Libye

- Antiquité tardive, Notitia dignitatum
- Liste des diocèses de l'Empire romain tardif, Liste des provinces du Bas-Empire